# Viatorinus

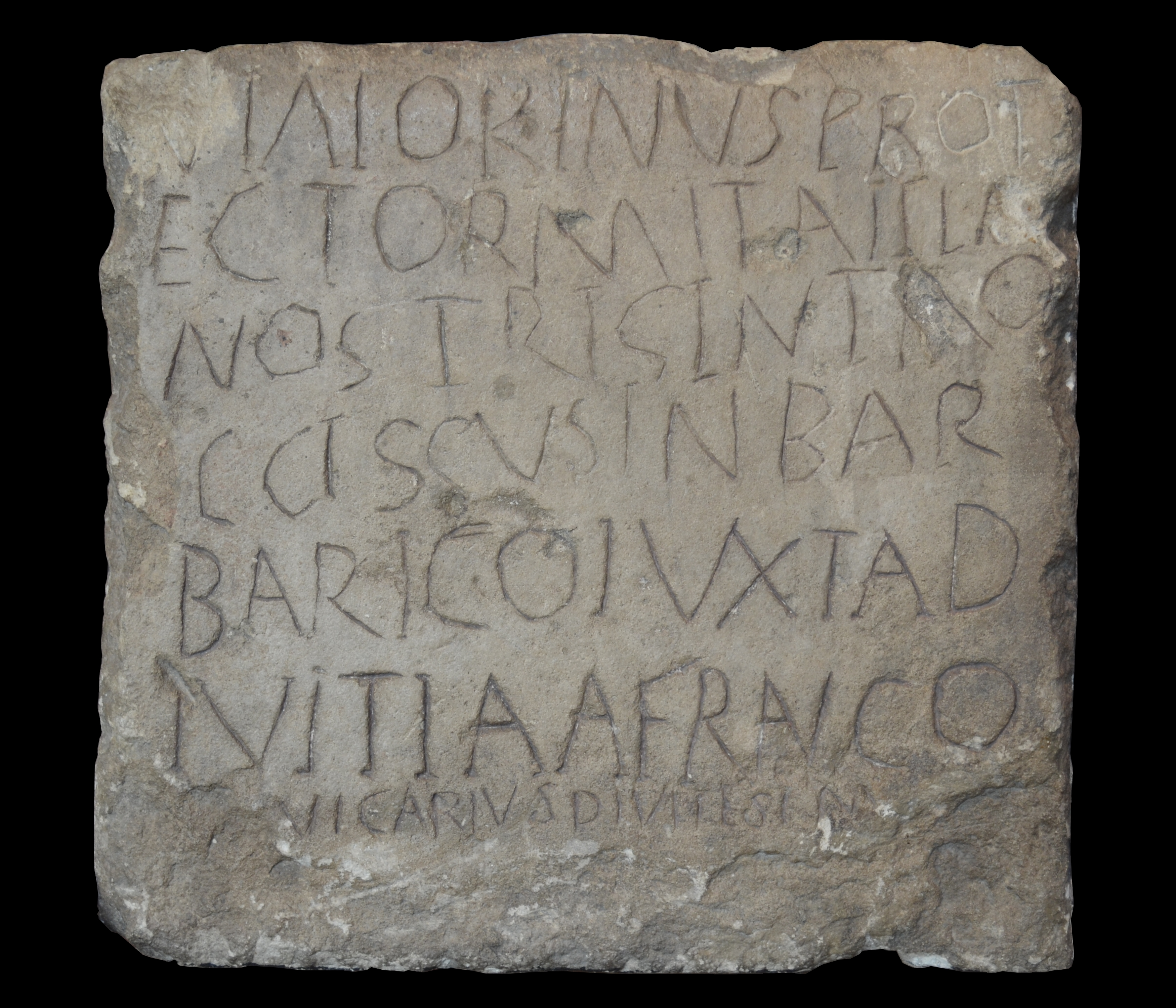
Grabstein des Viatorinus, Köln, Römisch-Germanisches Museum

Viatorinus (* im 4. Jahrhundert; † im 4. oder 5. Jahrhundert) war ein Militärangehöriger, der in der Spätantike in der Nähe des römischen Kastells Divitia (heute Köln-Deutz) zu Tode kam.
Viatorinus ist nur von seinem Grabstein bekannt, der im Jahr 1888 in Köln, Geronskloster 2, gefunden wurde. Die lateinische Inschrift lautet:
Viatorinus prot/ector mi(li)tavit an/nos triginta o/ccisus in bar/barico iuxta D/ivitia(m) a Franco / vicarius Divite(n)si(u)m („Der protector Viatorinus diente 30 Jahre. Er wurde im Barbarenland in der Nähe von Divitia von einem Franken getötet. Der vicarius der Deutzer (ließ den Stein setzen)“).
Die Inschrift ist relativ unsorgfältig ausgeführt, sie wird ins späte 4. oder frühe 5. Jahrhundert datiert. Neben Namen, Alter und Dienstjahren ist die Todesursache angegeben. Demnach starb Viatorinus bei einer kriegerischen Auseinandersetzung auf rechtsrheinischem Gebiet. Der Grabstein wurde von einem höheren Offizier gesetzt, dessen Titel als vicarius angegeben ist. Möglicherweise ist damit der Stellvertreter des Kommandanten gemeint.
Die Nennung von Divitia auf dem Grabstein ist die früheste erhaltene Nennung des Namens des neuen Kastells auf einer Inschrift.